# Riconquista di Gallipoli
La riconquista di Gallipoli avvenne nel 1366; gli schieramenti che combatterono questa battaglia furono i savoiardi, impegnati nell'omonima crociata, che combattevano per l'impero bizantino, contro gli ottomani. L'esito finale di questa battaglia fu la vittoria savoiarda e quindi la restituzione della città di Gallipoli all'impero bizantino.

## Sfondo
A capo delle forze savoiarde, composta da 1 700 uomini e 15 navi, vi era il conte Amedeo VI di Savoia, cugino dell'imperatore Giovanni V Paleologo. Amedeo VI era salpato dalla Contea di Savoia, su cui governava, per venire in soccorso dell'impero bizantino, con aiuti militari, quindi lasciandogli dei soldati e delle navi, e per tentar di far da mediatore per l'unione della chiesa cattolica, con la chiesa ortodossa: sulle sue navi era imbarcato il patriarca latino di Costantinopoli, Paolo. Ma durante la navigazione a Gallipoli i turchi ottomani gli chiusero il passaggio, quindi per passare divenne necessario combattere. Gallipoli era stata conquistata dagli ottomani nel 1354, grazie a un terremoto. Dopo questa conquista gli ottomani avevano conquistato quasi tutta la Tracia, strappandola all'impero bizantino. La conquista della Tracia da parte degli ottomani fu facilitato anche dallo stato di continua guerra civile dei bizantini, che si sarebbe esaurito solamente nel 1391.

## La battaglia
Per l'esercito savoiardo fu semplice riconquistare la città di Gallipoli, essa fu presa per via mare, difatti gli ottomani non avevano ancora una buona marina. Amedeo VI dopo aver conquistato la città si diresse a Costantinopoli, e consegnò la città all'impero bizantino. 

## Conseguenze
Questa vittoria testimoniò che la marina ottomana era ancora molto debole, infatti essa poteva solamente competere con quella (ormai debolissima) dell'impero bizantino, ma contro gli europei d'occidente non aveva speranze di vittoria, come a Gallipoli fu dimostrato. La riconquista di Gallipoli fu vanificata dal figlio primogenito di Giovanni V, Andronico IV Paleologo, che nel 1376 usurpò il trono di Bisanzio al padre, e vista la sua politica filo turca, nel 1377 diede a Murad I le chiavi della città, in cambio di favori militari contro il padre, e il fratello, Manuele II Paleologo. Così nuovamente Gallipoli divenne città di traghetto per i turchi, grazie a cui poterono completare l'opera di distruzione di ciò che rimaneva dell'Impero bizantino e degli stati balcanici.